# Sonata para piano n.º 3 (Brahms)

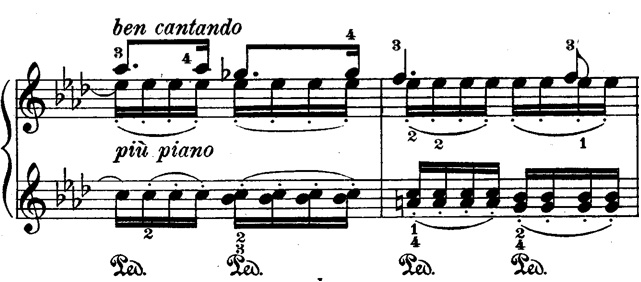
Sonata para piano n.º 3 de Johannes Brahms

La Sonata para piano n.º 3 en fa menor es una obra de Johannes Brahms identificada como su opus 5, que fue escrita en 1853. Es la tercera de sus tres sonatas para piano. 

## Historia
Compuesta en Düsseldorf, marca el final de su ciclo de tres sonatas. Presentada a Robert Schumann en noviembre de ese año, fue la última obra que Brahms presentó a Schumann para su comentario. Brahms tenía apenas 20 años de edad cuando la compuso. Está dedicada a la condesa Ida von Hohenthal como agradecimiento por conseguir el puesto de profesor de música de los hijos de esta para el hermano de Johannes, Fritz Brahms.

## Análisis musical
Cuando se escribió esta sonata para piano, el género estaba visto por muchos como algo anticuado. Brahms, enamorado del estilo de Beethoven, integra en esta sonata una combinación magistral del espíritu romántico libre y la estricta arquitectura clásica. Como una prueba de la afinidad de Brahms con Beethoven, la Sonata para piano n.º 3 incluye de forma reconocible el espíritu de la Quinta Sinfonía de Beethoven. 
La ejecución de la obra en general dura unos 40 minutos.

### Estructura
La sonata tiene mayor duración que las dos anteriores, pues se compone de cinco movimientos, a diferencia de los cuatro tradicionales. 
- I. Allegro maestoso (fa menor, finalizando en el relativo mayor)
- II. Andante espressivo (la bemol mayor - re bemol mayor)
- III. Scherzo: Allegro energico con trio (fa menor - re bemol mayor)
- IV. Intermezzo: (Rückblick / Regard en arrière) Andante molto (si bemol menor)
- V. Finale: Allegro moderato ma rubato (fa menor, finalizando en el homónimo mayor)